# Refúgio Alberto I
O refúgio Alberto I que fica a 2 706 m na Alta-Saboia, França no maciço do Monte Branco, tem o nome do rei Alberto I da Bélgica que o inaugurou a 30 de Agosto de 1930. O refúgio actual que é todo em pedra, e foi edificado perto do antigo em madeira, foi inaugurado a 12 de Julho de 1959.

## Acesso
Grande refúgio de fácil acesso a partir da telecabine de Charamillon e depois a telecadeira do passo de Balme fica junto ao glaciar do Tour. Aliás ele é considerado pelo Clube alpino francês como o de mais fácil acesso no maciço do Monte Branco.

## Características
- Altitude; 2 706 m
- Capacidade; 137 pessoas
- Tempo; cerca de uma hora

## Ascensões
O refúgio é o ponto de partida ideal para atacar:
- Agulha do Tour
- Agulha do Chardonnet

## Imagens
- No sítio do Clube Alpino Francês